# 迪凱特維爾 (密蘇里州)
迪凱特維爾（英語：Decaturville）是位於美國密蘇里州康登縣的非建制地區。

## 歷史
迪凱特維爾的郵局於1860年設立，其後於1957年停運。

## 地理
迪凱特維爾所處的海拔為高於海平面323米（即1060英呎），而該地所採用的時區為UTC-6，即北美中部時區（CST）。同時該地設有夏令時間，為UTC-6調快一小時，即UTC-5（CDT）。